# Walter von Semetkowski
Walter Edler von Semetkowski (* 26. August 1886 in Pettau, Herzogtum Steiermark, Österreich-Ungarn; † 28. Oktober 1965 in Knittelfeld, Steiermark) war ein österreichischer  Kunsthistoriker und Denkmalpfleger sowie Referent für Volksbildung. Von 1914 bzw. 1920 bis 1948 wirkte er als Landeskonservator in Denkmalbehörden der Steiermark, von 1940 bis 1945 als „Gaukonservator“ des Reichsgaus Steiermark. In den Jahren 1945 bis 1948 war er Lehrbeauftragter für das Fach Denkmalpflege an der Technischen Hochschule Graz.

## Leben
Walter von Semetkowski legte 1904 am k.k. I. Staatsgymnasium in Graz die Maturitätsprüfung ab. Danach studierte er acht Semester an der Universität Graz, hauptsächlich in den Fächern Klassische Archäologie, Neuere Kunstgeschichte, Philosophie, Germanistik und Römische Altertumskunde, ehe er im Dezember 1908 unter dem Titel Die Athena Parthenos des Phidias seine von Franz Winter betreute Dissertation einreichte und die Promotionsprüfung zum Dr. phil. unter den Professoren Hans Schrader und Josef Strzygowski hierzu im März des Folgejahres bestand. Nach einem Besuch der Baufachschule (Staatsgewerbeschule) in Graz studierte er anschließend zwei Jahre Architektur an der Technischen Hochschule München, wo damals Theodor Fischer, Mitbegründer und Ausschussvorsitzender des Deutschen Werkbunds, lehrte.
Von Semetkowski wurde ein Anhänger der Heimatschutzarchitektur, die das Ziel verfolgte, den tradierten Formen und Materialien des Bauens treu zu bleiben. In dem zur Propagierung dieses Ziels 1904 in Dresden gegründeten Deutschen Bund Heimatschutz sah er ein Vorbild. Spätestens ab 1906 bestanden in der Steiermark konkrete Überlegungen, eine entsprechende steirische Vereinigung zu gründen. Treibende Kraft in diesem Prozess war von Semetkowski. 1907 nahm er als Student an einer Tagung des Deutschen Bundes Heimatschutz, damals geleitet von dem Architekten Paul Schultze-Naumburg, in Mannheim teil. Dies bestärkte ihn, auf dem Gebiet des Heimatschutzes tätig zu werden. 1909 wurde der „Verein für Heimatschutz in Steiermark“ schließlich gegründet. Von Semetkowski arbeitete dort zunächst als Geschäftsführer mit. Auch dem Verein Südmark, einer Grazer Vereinigung der Heimatbewegung, gehörte er an.
1913 trat er in die „k.k. Zentralkommission für Denkmalpflege“ ein, nachdem er sich dafür beworben hatte. Auf Vorschlag von Carl von Bardolff wurde er zunächst für ein halbes Jahr probeweise angestellt und dem kunsthistorischen Landeskonservator für Steiermark Paul Hauser (1868–1914) als Mitarbeiter zugewiesen. Hauser beurteilte seine Leistungen nach der Probezeit positiv, so dass 1914 eine definitive Einstellung und Beförderung durch Franz Ferdinand von Österreich-Este erfolgte. Nach dem Tod Hausers übernahm er dessen Amtsgeschäfte. 1920 folgte die offizielle Ernennung zum kunsthistorischen Landeskonservator der Steiermark. In dieser Funktion amtierte er bis 1933 gleichrangig mit dem technischen Landeskonservator, dem Architekten Alfons Ivo Quiquerez (Quiqueran-Beaujeu, 1881–1966), danach war er alleiniger Landeskonservator der Steiermark. Nebenamtlich fungierte er von 1921 bis 1934 als steirischer Landesreferent für das Volksbildungswesen. Als solcher hielt er zahlreiche Vorträge, unter anderem in der Urania Wien und der Urania Graz. Von 1921 bis 1936 unterrichtete von Semetkowski außerdem als Lehrer in der kunstgewerblichen Abteilung der Bundeslehranstalt in Graz. Im April 1940 wurde er „Gaukonservator“ des Reichsgaus Steiermark. Am 1. Januar 1941 trat er der NSDAP bei (Mitgliedsnummer 8.438.733).
Ab Mai 1945 amtierte er wieder als Landeskonservator der Steiermark. Wegen der Mitgliedschaft in der NSDAP wurde seine Verwendung im öffentlichen Dienst im Zuge der Entnazifizierung jedoch eingeschränkt. Diese Einschränkung wurde wieder aufgehoben, nachdem er infolge zahlreicher fachlicher Fürsprachen – unter anderem von kirchlichen Stellen – als „minderbelastet“ eingestuft worden war. 1945 erhielt er von der Technischen Hochschule Graz einen Lehrauftrag für Denkmalpflege, den er bis zu einem im Jahr 1948 erlittenen schweren Autounfall versah. Infolge bleibender Behinderungen wurde er 1949 nach Wien versetzt, wo er bis zu seiner Pensionierung im Jahr 1951 als Stellvertreter von Otto Demus, dem Präsidenten des Bundesdenkmalamts, wirkte. Einen 1952 erhaltenen Forschungsauftrag zur Vorbereitung einer „Geschichte der österreichischen Denkmalpflege 1853–1953“ brach er 1953 ab.
Für von Semetkowski war die Denkmalpflege eingebettet in ein organisches Ganzes. Volksbildung, Heimat- und Naturschutz sollten zusammen mit den Idealen der Denkmalpflege verwirklicht werden. Dem Schutz eines Ortsbildes maß er hohe Bedeutung zu und verlangte, dass Planungen und Bauvorhaben ihn berücksichtigen müssen. Nach dem Volkskundler Leopold Schmidt gehörte von Semetkowski zusammen mit dem Volksbildner und Theologen Josef Steinberger (1874–1961) und dem Volkskundler Viktor von Geramb „zu den treibenden Kräften […], die eine volkstümliche Bildung mit starken Anregungen gerade von der Volkskunde her bewirken wollten. Als vorzüglicher Redner und Schreiber [habe] er neben seinem Hauptberuf unermüdlich in dieser Richtung gewirkt.“ Nach dem Volkskundler Hanns Koren bildeten von Geramb, Steinberger und von Semetkowski ein „Triumvirat“, das dem steirische Kulturleben „entscheidende Impulse“ verlieh. Sie propagierten ein politisches Leitbild der Volkskultur, geschöpft aus der deutschen Romantik, in welchem das „ländliche Siedlungsgebiet der Heimat, die bäuerliche Form des Hausbaus […], Volkskunst, Volksglauben und Volksbrauch, Volkslied und Volkstanz“ geschützt und gehegt werden sollten.

## Veröffentlichungen (Auswahl)
Zu den bekannteren Schriften von Semetkowskis zählen ein bis 1910 verfasster, bis 1971 mehrfach aufgelegter kunsthistorischer Reiseführer für Graz und der 1941 zusammen mit Josef Papesch und Hans Riehl herausgegebene Joanneum-Sonderband Heimatliches Bauen im Ostalpenraum. Von Semetkowskis Aufsätze und Aufzeichnungen aus sechs Jahrzehnten, zusammengestellt von dessen Witwe Reinhild von Semetkowski sowie Erich Gschwend und Erika Horn, veröffentlichte das Steirische Volksbildungswerk 1968 posthum.